# Пластинозяброві
Пластинозяброві (Elasmobranchii) — підклас риб класу хрящових риб. Від близькоспоріднених суцільноголових (Holocephali) відрізняються наявністю 5-7 відкритих зябрових щілин та постійним ростом зубів.

## Систематика
- Підклас Euselachii[2][3]
  - †Ряд Protacrodontiformes
  - †Інфраклас Hybodonta
    - †Ряд Hybodontiformes

  - Інфраклас Elasmobranchii (Neoselachii)
    - Дивізіон Акули (Selachii)
      - Надряд Galeomorphi (Selachimorpha)
        - †Ряд Synechodontiformes
        - Ряд Heterodontiformes
        - Ряд Orectolobiformes
        - Ряд Lamniformes
        - Ряд Carcharhiniformes

      - Надряд Squalomorphii
        - Серія Hexanchida
          - Ряд Hexanchiformes

        - Серія Squalida
          - Ряд Squaliformes

        - Серія Squatinida
          - †Ряд Protospinaciformes
          - Ряд Echinorhiniformes
          - Ряд Squatiniformes
          - Ряд Pristiophoriformes

    - Дивізіон Скати (Batomorphi, Batoidea)
      - Ряд Torpediniformes
      - Ряд Rajiformes
      - Ряд Rhinopristiformes (Pristiformes)
      - †Ряд Sclerorhynchiformes
      - Ряд Myliobatiformes